# バーネ郡
バーネ郡（ペルシア語: شهرستان بانه）とは、イランのコルデスターン州の郡である。郡中心市はバーネ。2016年当時の人口は158,690人。郡は中心地区とAlut地区、Namshir地区、Nanur地区の4つに区画され、バーネとアールマーデ、カーニースール、ブーイーン・ソフリーの4つの市（シャフル）が属している。